# 本·普拉特
本·普拉特（英語：Ben Platt，1993年9月24日—），原名本杰明·希夫·普拉特（Benjamin Schiff Platt），是一位美国戏剧、影视演员和歌手。普拉特受家庭影响，自幼热爱音乐剧，6岁起即开始出演戏剧，青少年时期参演了洛杉矶阿曼森劇院和好萊塢露天劇場排演的多部作品。普拉特在2012年电影《完美音调》及其续集中饰演配角本吉·阿普尔鲍姆，凭借片中表现小有名气。他还在音乐剧《摩门经》第二次美国巡演芝加哥站的演出中担当主角阿诺德·坎宁安长老，获得百老汇版剧组的认可，于2014至2015年受邀加入其中饰演同一角色。2015年，他主演了音乐剧《致埃文·汉森》在华盛顿特区的全球首演，随后在外百老汇和百老汇的演出中继续饰演主角埃文·汉森，自此一举成名，并获得多个戏剧奖项。他在2017年获得戲劇聯盟獎“卓越表演奖”，成为该奖项历史上最年轻的获奖者；同年还获得美国戏剧界最高奖托尼奖的“最佳音乐剧男主角”奖项。次年又凭借这部音乐剧的原声专辑和电视演出获得格莱美奖“最佳音乐剧专辑”和日间时段艾美奖“最佳日间节目音乐表演”两项大奖。

## 家庭背景
本·普拉特于1993年9月24日在美国加利福尼亚州洛杉矶出生，父亲是美国影视和戏剧制作人马克·普拉特，参与制作了《女巫前傳》、《爱乐之城》等作品；母亲是朱莉·贝伦·普拉特（Julie Beren Platt）。普拉特家是犹太裔，夫妇两人育有五个子女，本·普拉特在家中排行第四。普拉特一家都热爱音乐剧，经常在各种活动中演唱，因此被友人戏称为“冯·普拉特家庭合唱团”（Von Platt family singers，源自《音乐之声》中的冯·特拉普家庭合唱团）。本·普拉特的哥哥乔纳·普拉特（Jonah Platt）也是音乐剧演员，曾在2016年参演百老汇版《女巫前傳》。在家庭影响下，本·普拉特自幼对舞台就有浓厚兴趣。

## 演艺事业

### 早年教育和事业
普拉特6岁时曾在业余儿童版音乐剧《灰姑娘》中饰演王子，自此开始戏剧事业。2002年8月4日，9岁的普拉特登上好萊塢露天劇場的舞台，与百老汇女演员克莉絲汀·錢諾維斯合作，在《歡樂音樂妙無窮》演唱会版中饰演温思罗普·巴鲁（Winthrop Paroo）一角。2004年，他与另一位儿童演员共同出演了洛杉矶阿曼森劇院（Ahmanson Theatre）排演的音乐剧《卡萝拉的零钱》。之后普拉特又参演了同一剧院排演的话剧《死路》，在好萊塢露天劇場排演的多部剧作中也有出演。
普拉特高中就读于洛杉矶斯蒂迪奧城的哈佛西湖学校，于2011年毕业。高中期间，他主演了学校排演的《彼平正传》等多部戏剧，其指导老师评价他“非常有才华”，总是“准备充分”。他也称自己在舞台上才能“平静下来”，“找到永远的归宿”。2009年，16岁的普拉特曾接受音乐剧导演迈克尔·格雷夫的面试，原计划出演格雷夫执导的《近乎正常》全国巡演，但最终为继续高中学业而选择退出。次年，他又参加了外百老汇音乐剧《斗犬》的试镜，因年龄太小而未能成功。普拉特虽没能获得角色，却得到该剧词曲作者本吉·帕塞克与贾斯汀·保罗的赏识，二人许诺在未来的作品中为他提供机会。他在17岁时还参演了一部业余青年版音乐剧《悲惨世界》，饰演主角。

### 2012－2015：就读大学，参演《完美音调》与《摩门经》
高中毕业后，普拉特被哥伦比亚大学哥伦比亚学院录取，但因参演音乐片《歌喉讚》而推迟入学。《完美音调》以阿卡贝拉为主题，是普拉特出演的首部影片。他在声乐老师的建议下参加了试镜，在原定入学日期前两周加入剧组。普拉特在影片中饰演配角本吉·阿普尔鲍姆，凭借片中表现赢得观众的喜爱，并获得2013年青少年选择奖“电影选择奖：最抢镜男演员”（Choice Movie: Male Scene Stealer）的提名。2015年，普拉特又在其续集《完美音调2》中继续饰演此角色。
普拉特于2012年秋季入学后转入哥伦比亚大学通识教育学院就读。他在大学期间加入了学校的阿卡贝拉社团，还出演了学校音乐剧社团排演的《毛髮：美國部落式愛搖滾音樂劇》。入学六周后，普拉特因参演音乐剧《摩门经》而离开学校，其学业就此暂停。
2012年，百老汇音乐剧《摩门经》登陆芝加哥。制作人斯科特·魯丁在选角时遇到困难，于是联系了洛杉矶选角导演艾莉森·琼斯（Allison Jones）。琼斯看过《完美音调》后对普拉特印象深刻，向鲁丁推荐了他。普拉特因此得以出演剧中主角之一的阿诺德·坎宁安长老。芝加哥版《摩门经》于2012年12月11日在美国银行剧院上演，2013年10月6日结束。普拉特的表演获得好评，《芝加哥论坛报》称他表现“抢眼”，是这一版本中“真正的意外惊喜”。他在这一版本中的演绎独特，与百老汇原版同一角色演员乔什·盖德的风格截然不同，也因此赢得赞誉。之后剧组在全美各地继续演出，成为该剧的第二次全国巡演。普拉特则吸引了百老汇的青睐，在芝加哥站结束后受邀离开巡演，赴纽约加入百老汇版《摩门经》剧组。
普拉特于2014年1月7日在百老汇尤金·奥尼尔剧院排演的《摩门经》中首次亮相，接替科迪·杰米森·斯特兰德（Cody Jamison Strand）饰演坎宁安长老的角色。这是他第一次登上百老汇的舞台。他在这一版本中的表现同样获得赞赏，《纽约时报》称其表演“绝佳”，“天衣无缝地重新演绎”了这一角色。普拉特在百老汇表演了一年，于2015年1月4日离开剧组。在出演《摩门经》后，他曾在电影《瑞奇和闪电》中与梅丽尔·斯特里普合作，亦在李安执导的电影《比利·林恩的中场战事》中现身。

### 2015－2017：主演《致埃文·汉森》

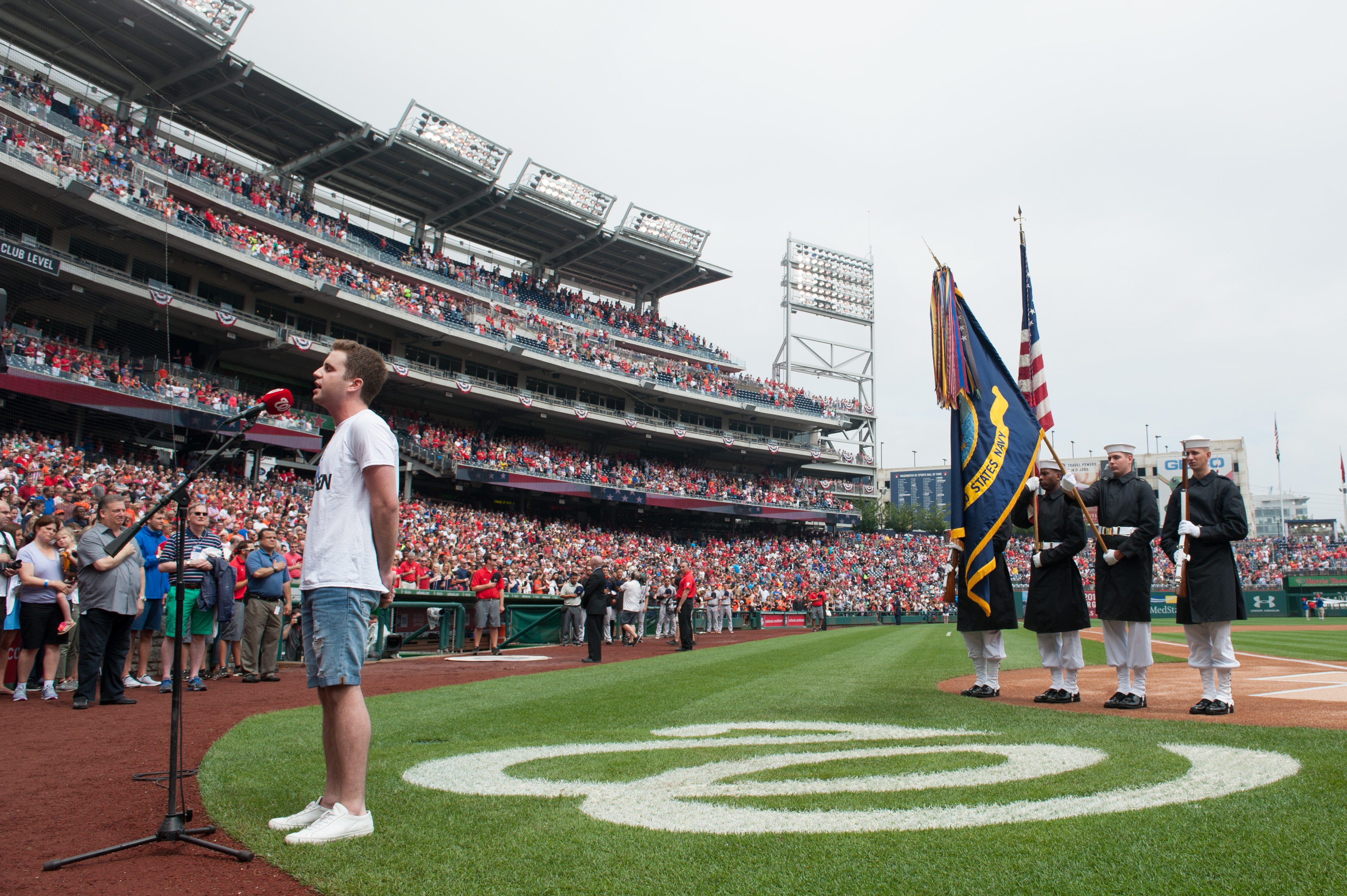
2015年7月，普拉特在华盛顿特区國民公園球場，职棒大联盟華盛頓國民对阵舊金山巨人的比赛前演唱美国国歌

2014年1月，普拉特开始与本吉·帕塞克和贾斯汀·保罗合作，加入两人新创作的一部音乐剧。这部音乐剧《致埃文·汉森》于2015年完成，讲述了一位社交障碍的高中生的故事，情节涉及焦虑、青少年自杀等话题，其中主角埃文·汉森由普拉特饰演。《致埃文·汉森》于2015年7月10日至8月23日在美国华盛顿特区圓形舞台全球首演。音乐剧上演之后获得评论家和观众的喜爱，普拉特的表演也收获称赞。《华盛顿邮报》称普拉特“表现出色”，毫不费力就让观众与角色产生情感共鸣。
《致埃文·汉森》结束首演后进入纽约外百老汇，于2016年3月26日开始在第二舞台劇院演出，5月29日谢幕。随后于同年11月14日在百老汇音乐盒剧院上演。普拉特继续主演了外百老汇和百老汇两个版本，直至2017年11月19日离开百老汇版剧组。他在其中的表现广受好评，《好莱坞报道者》和《娱乐周刊》都认为他让观众直接感受到角色内心的痛苦，是整部剧的关键核心。《纽约时报》则称普拉特的表演在当季的百老汇戏剧中“无出其右”。普拉特凭借这部音乐剧一举成名，并获得多个戏剧奖项或提名。他在外百老汇的演出获得奧比獎“优秀表演”和露西爾·羅特爾獎“最佳音乐剧男主角”，此外还获得外圈劇評人獎“最佳音乐剧男主角”和戲劇聯盟獎“卓越表演奖”（Distinguished Performance）的提名。百老汇版上演后，普拉特再次获得戲劇聯盟獎“卓越表演奖”提名。这一奖项每年颁发给一位优秀演员，每位演员一生仅能获得一次。普拉特在2017年5月获得这一奖项，成为其历史上最年轻的获奖者。同年6月，他又获得美国戏剧界最高奖托尼奖“最佳音乐剧男主角”的奖项。随后《致埃文·汉森》百老汇版原声带专辑在次年的第60届格莱美奖中获得“最佳音乐剧专辑”，普拉特以主唱身份成为获奖者之一。

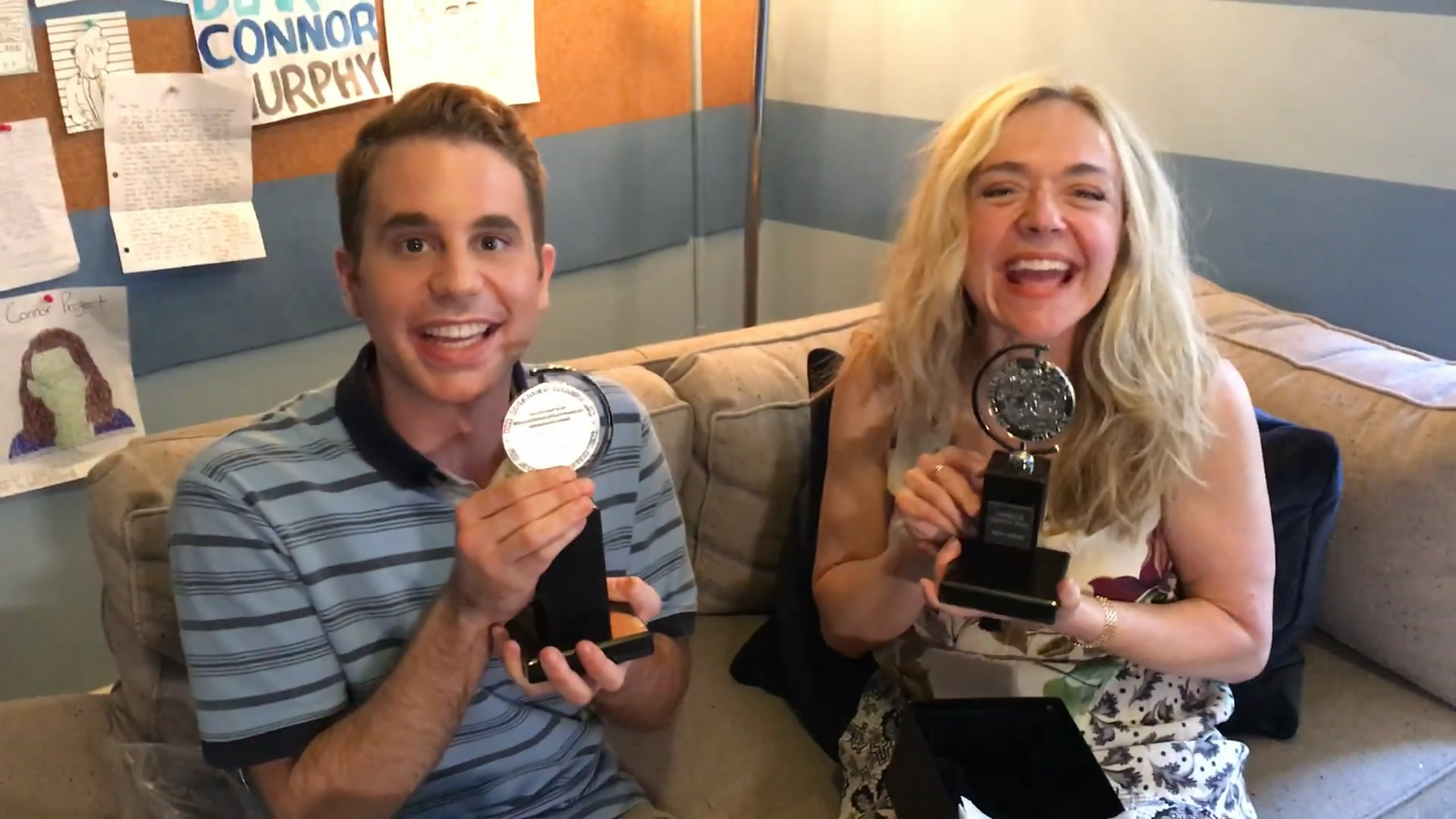
2017年，普拉特与瑞秋·貝·瓊斯凭借《致埃文·汉森》分别获得第71届托尼奖“最佳音乐剧男主角”与“最佳音乐剧女配角”

2016年1月15日，據《綜藝》雜誌報導，普拉特將出演喜劇片《醉酒夫妻》。該片後於2019年3月在隨選視訊平台上推出。2017年6月，普拉特主持了美国全国高中音乐剧奖“吉米奖”（Jimmy Awards）的颁奖典礼。他还在同年客串出演情景喜剧《威尔与格蕾丝》重启版中的一集。他称在此之后将事业重心从音乐剧转移至影视，但在未来会重回百老汇。
2017年，《时代杂志》将普拉特列入时代百大人物名单，也在同年末把他列为2018年“30位30岁以下青年才俊榜”（30 Under 30）“好莱坞和娱乐”分类的30人之一。

### 2018年至今：首张专辑、进军影视
2017年9月，普拉特宣布与大西洋唱片签下唱片合约，将在此厂牌录制发行其首张个人专辑，之后为这张专辑创作了40-50首歌曲。2018年1月，普拉特在第60届格莱美奖颁奖典礼现场演唱了《西区故事》中的歌曲，致敬该音乐剧的作者伦纳德·伯恩斯坦。
2018年2月，Netflix宣布预订一部政治讽刺喜剧电视剧《大政治家》，普拉特在其中作为主角，饰演一位富有的政客。这部电视剧包含大量音乐元素，由萊恩·墨菲、布萊德·佛查克和伊恩·布倫南等人编剧制作，亦有芭芭拉·史翠珊、格温妮丝·帕特洛等人参演，将是普拉特首次在电视剧担纲主演。該劇於2019年9月27日首播，普拉特憑藉著在該劇第一季中的演出入圍金球獎「最佳音樂/喜劇類劇集男主角」。
他還在2018年3月獲得主演黑标传媒电影《爱与燕麦》（Love & Oatmeal，後改為）的机会，饰演一位年轻有为却因突然丧父而放弃梦想的作家。影片计划于同年夏季开始制作。这将是普拉特自《致埃文·汉森》获得成功后首次主演电影。普拉特之后又主演了电影《主宰这座城》，饰演一位揭露政治丑闻的年轻记者。但有报道称影片中这一角色的原型是女记者罗宾·杜利特尔，普拉特作为男演员来出演这一角色也引发争议。普拉特本人则回应称影片“纯属虚构”，角色与杜利特尔无关，对她的成就表示尊重。該片於2019年3月9日在西南偏南電影節上首映。
2018年3月，普拉特与音乐剧《汉密尔顿》的主创及主演林-曼努尔-米兰达合作，串烧了《致埃文·汉森》中的歌曲《你会被发现》（"You Will Be Found"）和《汉密尔顿》中的《今夜的故事》（"The Story of Tonight"）。两人合唱了串烧作品《被发现/在今夜》（"Found/Tonight"），并将歌曲部分收入捐献给在同年佛罗里达校园枪击案后致力于呼吁政府采取措施消除枪支暴力的行动“为生命抗争”。
2019年1月，普拉特宣布其首张个人专辑《Sing to Me Instead》将于同年3月29日发行。专辑中的两首歌曲和也随后发行。普拉特也宣布自同年5月开始在美国和加拿大巡演宣传这张专辑。2019年9月29日，巡迴演唱來到了最後一站——美國紐約市的无线电城音乐厅，這場演出後來被製作成音乐会电影《本·普拉特：无线电城现场秀》，在Netflix上發布。
2019年8月，根據報導指出，普拉特將出演理查德·林克莱特的新作《友情歲月》，該片改編自史蒂芬·桑坦譜寫的同名音樂劇，將花費20年拍攝而成。
2020年5月8日，普拉特發布了新單曲《So Will I》。同年5月20日，專輯《Sing to Me Instead》的豪華版推出，額外收錄有《So Will I》、《Rain》和其他六首无线电城音乐厅演出時錄下的歌曲。2020年6月8日他又釋出了一首新單曲《Everything I Did to Get to You》，這首歌是他在NBC的創作型選秀節目《樂園》上挑選出來的優勝作品。
2020年6月18日，普拉特證實自己將在《致埃文·汉森》的電影版中繼續飾演同個角色。2021年3月2日，據報導，普拉特正洽談加盟電影《婚禮上我們討厭的人》（暫譯）的事宜，該片改編自格蘭特·金德的同名小說

## 个人生活
普拉特是公开的男同性恋者。他12岁时对父母和朋友出柜，2019年发行的音乐录影带时向公众公开了自己的性取向。他称这是“首次有机会通过自己的艺术作品展现自己的感情生活和爱过的男性”。2020年5月，男演員諾亞·蓋爾文宣布他正在和普拉特交往。

## 戏剧作品
| 时间                            | 剧名                          | 角色                   | 剧场                | 剧场位置/类型            | 参考来源        |
| ------------------------------- | ----------------------------- | ---------------------- | ------------------- | ------------------------ | --------------- |
| 2002年8月4日                    | 歡樂音樂妙無窮（演唱会版）    | 温思罗普·巴鲁 （Winthrop Paroo）     | 好萊塢露天劇場      | 洛杉矶                   | [ 13 ] [ 14 ]   |
| 2004年8月1日                    | 歡樂梅姑（演唱会版）          | 帕特里克·丹尼斯 （Patrick Dennis）   | 好萊塢露天劇場      | 洛杉矶                   | [ 100 ] [ 101 ] |
| 2004年11月14日－ 2004年12月26日 | 卡萝拉的零钱                  | 诺亚（Noah）               | 阿曼森劇院 （Ahmanson Theatre）     | 洛杉矶                   | [ 102 ] [ 103 ] |
| 2005年8月14日                   | 鳳宮劫美錄（演唱会版）        | 沃里克的汤姆 （Tom of Warwick）      | 好萊塢露天劇場      | 洛杉矶                   | [ 104 ] [ 105 ] |
| 2005年9月7日－ 2005年10月16日   | 死路                          | 菲利普（Philip）             | 阿曼森劇院          | 洛杉矶                   | [ 106 ] [ 107 ] |
| 2006年7月28日－ 2006年7月30日   | 音乐之声                      | 弗雷德里希（Friedrich）         | 好萊塢露天劇場      | 洛杉矶                   | [ 108 ] [ 109 ] |
| 2012年7月18日－ 2012年8月29日   | 达夫的力量 （The Power of Duff）               |                        | 動力劇場 （Powerhouse Theater）       | 纽约州波基普西           | [ 110 ] [ 111 ] |
| 2012年8月16日－ 2012年9月2日    | 黑衣人乐队 （The Black Suits）               | 克里斯（Chris）             | 巴灵顿舞台剧场 （Barrington Stage Theater） | 马萨诸塞州皮茨菲尔德     | [ 112 ] [ 113 ] |
| 2012年12月11日－ 2013年10月6日  | 摩门经                        | 阿诺德·坎宁安长老 （） | 美国银行剧院        | 芝加哥（第二次美国巡演） | [ 25 ] [ 26 ]   |
| 2014年1月7日－ 2015年1月4日     | 摩门经                        | 阿诺德·坎宁安长老 （） | 尤金·奥尼尔剧院     | 纽约百老汇               | [ 29 ] [ 33 ]   |
| 2015年7月10日－ 2015年8月23日   | 致埃文·汉森                   | 埃文·汉森（）          | 圓形舞台            | 华盛顿特区               | [ 38 ] [ 40 ]   |
| 2016年2月21日－ 2016年2月22日   | 秘密花园 （25周年纪念演唱会） | 迪肯（Dickon）               | 大衛·格芬廳         | 纽约                     | [ 114 ] [ 115 ] |
| 2016年3月26日－ 2016年5月29日   | 致埃文·汉森                   | 埃文·汉森（）          | 第二舞台劇院        | 纽约外百老汇             | [ 43 ] [ 44 ]   |
| 2016年11月14日－ 2017年11月19日 | 致埃文·汉森                   | 埃文·汉森（）          | 音乐盒剧院          | 纽约百老汇               | [ 45 ] [ 46 ]   |

## 影视作品
| 年份 | 作品                      | 角色                       | 注             |
| ---- | ------------------------- | -------------------------- | -------------- |
| 2012 | 完美音调                  | 本吉·阿普尔鲍姆（）        | [ 11 ]         |
| 2015 | 完美音调2                 | 本吉·阿普尔鲍姆（）        | [ 16 ]         |
| 2015 | 瑞奇和闪电                | 丹尼尔（Daniel）                 | [ 34 ]         |
| 2016 | 比利·林恩的中场战事       | 乔什（Josh）                   | [ 36 ]         |
| 2017 | 女人怎麼想                | 喬爾（Joel）                   | [ 116 ]        |
| 2019 | 主宰这座城                | 布拉姆·雪佛（Bram Shriver）            | [ 117 ]        |
| 2019 | 醉酒夫妻                  | 傑森·強森（Jason Johnson）              | [ 58 ] [ 118 ] |
| 2020 | 本·普拉特：无线电城现场秀 | 本人                       | 音乐会电影     |
| 2020 | 新岳父大人3（大概吧）     | George "Georgie" MacKenzie | 短片           |
| 2021 | 愛與燕麥                  | 史考特（Scott）                 |                |
| 2021 | 致埃文·汉森               | 埃文·汉森                  | [ 97 ]         |
| 2022 | 婚禮上我們討厭的人        | 保羅（Paul）                   | [ 120 ]        |
| 未定 | 友情歲月                  | Charley Kringas            | 將費時20年拍攝 |

| 年份 | 作品            | 角色            | 注                               |
| ---- | --------------- | --------------- | -------------------------------- |
| 2017 | 威尔与格蕾丝    | 布雷克（Blake）      | 集數：「Who's Your Daddy」，客串 |
| 2019 | 大政治家        | 佩頓·霍巴特（Payton Hobart） | 主演兼執行製作人                 |
| 2019 | 凱莉·克拉克森秀 | 本人登場        | 集數：「班·普拉特」              |
| 2020 | 樂園            | 本人登場        | 集數：「班·普拉特」              |

## 音樂作品
| 專輯標題               | 專輯資訊                                                              | 排行榜最高排名 | 排行榜最高排名 | 排行榜最高排名 | 排行榜最高排名 |
| 專輯標題               | 專輯資訊                                                              | US             | AUS            | CAN            | UK             |
| ---------------------- | --------------------------------------------------------------------- | -------------- | -------------- | -------------- | -------------- |
| 《Sing to Me Instead》 | - 發行日期：2019年3月29日 - 唱片公司：大西洋唱片 - 格式：CD、數位下載 | 18             | 32             | 57             | 79             |

| 專輯                                  | 標題資訊                                                                 | 排行榜最高排名 | 排行榜最高排名 | 排行榜最高排名 | 排行榜最高排名 | 排行榜最高排名 |
| 專輯                                  | 標題資訊                                                                 | US             | US Cast        | US OST         | AUS            | CAN            |
| ------------------------------------- | ------------------------------------------------------------------------ | -------------- | -------------- | -------------- | -------------- | -------------- |
| 《致埃文·漢森（百老匯原班人馬錄製）》 | - 發行日期：2017年2月3日 - 唱片公司：大西洋唱片 - 格式：CD、LP、數位下載 | 8              | 1              | –              | 34             | 58             |
| 《大政治家（Netflix原創劇集原聲帶）》 | - 發行日期：2019年10月22日 - 唱片公司：大西洋唱片 - 格式：數位下載       | —              | –              | 20             | —              | —              |

| 歌名                                         | 年份 | 排行榜最高排名 | 排行榜最高排名 | 排行榜最高排名 | 收錄專輯                              |
| 歌名                                         | 年份 | US             | US Digital     | US Dance       | 收錄專輯                              |
| -------------------------------------------- | ---- | -------------- | -------------- | -------------- | ------------------------------------- |
| "Waving Through a Window"                    | 2017 | —              | —              | 1              | 《致埃文·漢森（百老匯原班人馬錄製）》 |
| "Found / Tonight" （與林-曼努爾·米蘭達合作） | 2018 | 49             | 1              | —              | 不適用                                |
| "Bad Habit"                                  | 2019 | —              | —              | —              | 《Sing to Me Instead》                |
| "Grow as We Go"                              | 2019 | —              | —              | —              | 《Sing to Me Instead》                |
| "Rain"                                       | 2019 | —              | —              | —              | 《Sing to Me Instead》                |
| "So Will I"                                  | 2020 | —              | —              | —              | 《Sing to Me Instead》                |
| "Everything I Did to Get to You"             | 2020 | —              | —              | —              | 不適用                                |

## 获奖和提名
| 年份 | 奖项            | 获奖类别                                                | 获奖作品                  | 结果 | 参考资料              |
| ---- | --------------- | ------------------------------------------------------- | ------------------------- | ---- | --------------------- |
| 2013 | 青少年选择奖    | 电影选择奖：最抢镜男演员                                | 完美音调                  | 提名 | [ 132 ] [ 133 ]       |
| 2013 | 芝加哥奖        | 最佳巡演男演员                                          | 摩门经（芝加哥版）        | 獲獎 | [ 134 ]               |
| 2016 | 外圈劇評人獎    | 最佳音乐剧男主角                                        | 致埃文·汉森（外百老汇版） | 提名 | [ 52 ] [ 135 ]        |
| 2016 | 戲劇聯盟獎      | 卓越表演奖                                              | 致埃文·汉森（外百老汇版） | 提名 | [ 53 ] [ 136 ]        |
| 2016 | 奧比獎          | 优秀表演                                                | 致埃文·汉森（外百老汇版） | 獲獎 | [ 50 ] [ 137 ]        |
| 2017 | 露西爾·羅特爾獎 | 最佳音乐剧男主角                                        | 致埃文·汉森（外百老汇版） | 獲獎 | [ 51 ] [ 138 ]        |
| 2017 | 戲劇聯盟獎      | 卓越表演奖                                              | 致埃文·汉森（百老汇版）   | 獲獎 | [ 139 ] [ 54 ]        |
| 2017 | 观众选择奖      | 最受欢迎音乐剧男主角                                    | 致埃文·汉森（百老汇版）   | 獲獎 | [ 140 ] [ 141 ]       |
| 2017 | 观众选择奖      | 最受欢迎舞台搭档（与劳拉·德雷福斯共同提名）             | 致埃文·汉森（百老汇版）   | 獲獎 | [ 140 ] [ 141 ]       |
| 2017 | 托尼奖          | 最佳音乐剧男主角                                        | 致埃文·汉森（百老汇版）   | 獲獎 | [ 55 ] [ 142 ]        |
| 2018 | 格莱美奖        | 最佳音乐剧专辑（以《致埃文·汉森》主唱获提名）           | 致埃文·汉森（百老汇版）   | 獲獎 | [ 56 ] [ 143 ] [ 57 ] |
| 2018 | 日间时段艾美奖  | 最佳日间节目音乐表演 （本·普拉特及《致埃文·汉森》剧组） | 《》 （《今日秀》表演）   | 獲獎 | [ 144 ] [ 145 ]       |
| 2020 | 金球獎          | 最佳音樂/喜劇類劇集男主角                               | 《大政治家》              | 提名 | [ 73 ]                |

## 備註
1. ↑  《大政治家（Netflix原創劇集原聲帶）》並未進入《告示牌》榜單的前20名，不過在數位專輯榜單上排到了第18名[127]，並名列專輯銷量排行的第89名[128]。